# 마이클 픽스
마이클 E. 픽스(영어: Michael E. Fix)는 이민, 특히 미국으로의 불법 이민에 대한 연구로 잘 알려진 미국 경제학자이다. 그는 이민 정책 연구소의 선임 연구원이다.

## 교육 및 경력
픽스는 프린스턴 대학교에서 학사 학위를 받았고 버지니아 대학교에서 법무박사 학위를 받았으며 런던 정치경제대학교에서 대학원 공부를 했다. 1977년 어번 인스티튜트에 연구원으로 입사하여 1983년에 선임 연구원으로 승진했다. 1994년 어번 인스티튜트의 주요 연구원이 되었으며 1998년에는 이민 연구 담당 이사로 임명되었다. 2005년에 그는 국립 이민자 통합 정책 센터의 공동 기획자로서 이민 정책 연구소에 합류했다. 2008년에는 연구소의 부소장으로 승진했고 이후 소장으로 지명되었다. 2017년 여름에 소장직을 사임하였고 그곳에서 선임 연구원으로 남아 있다.